# Provinz Caylloma

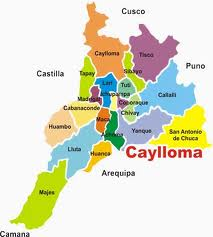
Lage der Distrikte

Die Provinz Caylloma ist eine von acht Provinzen der Region Arequipa im Süden von Peru. Die Provinz hat eine Fläche von 14.019,46 km². Beim Zensus 2017 lebten 86.771 Menschen in der Provinz. Im Jahr 1993 lag die Einwohnerzahl bei 45.236, im Jahr 2007 bei 73.718. Die Provinzverwaltung befindet sich in der Kleinstadt Chivay.

## Geographische Lage
Die Provinz Caylloma liegt etwa 700 km südöstlich der Landeshauptstadt Lima. Sie erstreckt sich quer über die peruanische Westkordillere und weist eine Längsausdehnung in NO-SW-Richtung von über 210 km auf. Der Oberlauf des Río Camaná, der Río Colca, durchquert das Gebiet in westlicher Richtung. In der Provinz erheben sich die Vulkane Mismi und Sabancaya.
Die Provinz Caylloma grenzt im Südwesten an die Provinz Camaná, im Westen an die Provinz Castilla, im Norden an die Region Cusco, im Osten an die Region Puno sowie im  Südosten an die Provinz Arequipa.

## Verwaltungsgliederung
Die Provinz Caylloma gliedert sich in 20 Distrikte (Distritos). Der Distrikt Chivay ist Sitz der Provinzverwaltung.
| Distrikt             | Verwaltungssitz |
| -------------------- | --------------- |
| Achoma               | Achoma          |
| Cabanaconde          | Cabanaconde     |
| Callalli             | Callalli        |
| Caylloma             | Caylloma        |
| Chivay               | Chivay          |
| Coporaque            | Coporaque       |
| Huambo               | Huambo          |
| Huanca               | Huanca          |
| Ichupampa            | Ichupampa       |
| Lari                 | Lari            |
| Lluta                | Lluta           |
| Maca                 | Maca            |
| Madrigal             | Madrigal        |
| Majes                | El Pedregal     |
| San Antonio de Chuca | Imata           |
| Sibayo               | Sibayo          |
| Tapay                | Tapay           |
| Tisco                | Tisco           |
| Tuti                 | Tuti            |
| Yanque               | Yanque          |